# Toni Brunner
Toni Brunner (Wattwil, 23 agosto 1974) è un politico svizzero.
Di professione agricoltore, entra in politica nel 1995 nelle file dell'Unione Democratica di Centro.
Nel 1998 viene eletto presidente dell'UDC del Canton San Gallo.
Il 1º marzo 2008 viene eletto presidente dell'UDC svizzera succedendo a Ueli Maurer.